# Asociația Carpatină Transilvană

Insignă de membru SKV

Asociația Carpatină Transilvană a fost înființată în toamna anului 1880, la Sibiu, cu numele original al asociației în limba germană: Siebenbürgischer Karpathenverein (S.K.V.). (Karpathen scris in grafia germană de până în sec. XX cu litera "h" si ulterior fără -  Karpatenverein).
În limba română S.K.V. se mai numea și Societatea Carpatină Ardeleană a turiștilor, denumire înscrisă și pe "Cartea de membru".

## Înființare
Ședința de întemeiere a Asociației Carpatine Transilvane a avut loc în ziua de duminică 28 noiembrie 1880, în clădirea Primăriei sibiene, unde au fost prezenți o bună parte dintre cei aproape cinci sute de membri fondatori ai S.K.V. (480 bărbați și 18 femei), majoritatea fiind deținută de sași, alături de care s-au aflat și intelectuali români ardeleni. Inițiativa i-a aparținut lui Carl Wolff, redactor șef la Siebenbürgisch-Deutsches Tageblatt. Între membrii fondatori s-a numărat și Albert Amlacher.
În afară de sediul de la Sibiu, S.K.V. avea secții regionale în orașele: Orăștie, Brașov, Bistrița, Cernăuți, Lupeni, Năsăud, Mediaș, Reghin, Petroșani, Sighișoara și Timișoara.

## Activități

Carte de membru din 1925.
Cartea de membru, intitulată "Carnet de identitate", dădea dreptul posesorului ei de a călători în clasa II-a sau a III-a, cu toate trenurile de călătorie, afară de expres, și pe toate liniile C.F.R., plătind 50% din taxele tarifare întregi, numai dacă făcea parte dintr-un grup de cel puțin 5 persoane având fiecare o astfel de legitimație.

Urmând exemplul asociațiilor de turism înființate în cea de-a doua jumătate a secolului al XIX-lea, în statele Europei Centrale și de Vest, asociația și-a propus, încă de la început, construirea de cabane și refugii turistice în toate masivele muntoase ce mărgineau Transilvania. Activitatea asociației s-a orientat spre munții Făgărașului, Cibinului, Sebeșului, lărgindu-se treptat și spre Piatra Craiului, Bucegi, Parâng, Căliman și Rodna.
Una din principalele realizări ale S.K.V. a fost întemeierea, în anul 1894, a stațiunii Păltiniș (în germană Hohe Rinne) din Munții Cindrel. Păltinișul este și astăzi stațiunea montană situată la cea mai înaltă altitudine din țară, având o altitudine medie 1450 m
De-a lungul existenței sale neîntrerupte, de peste șase decenii (1880-1944), S.K.V. a construit un mare număr de cabane, dintre care cele mai importante au fost: Negoiu, Bâlea-Lac și Bâlea-Cascadă, Podragu, Urlea, Barcaciu, Suni, Prejba, Negovanu, Surianu, Parâng, Piatra Craiului, Mălăiești, Cabana Omu, Postăvaru.
În sezoanele de vară 1905-1906 secțiunea din Sebeș a Asociației Carpatine a Turiștilor din Ardeal (Siebenbürgischer Karpatenverein S.K.V.) a inițiat un transport regulat poștal și de călători ce făcea legătura între Sebeș și Bistra pe timpul lunilor iulie și august. Pentru certificarea pe corespondențe a taxei de transport local încasată de către Poșta Bistra, S.K.V. a trecut, în 1907, la utilizarea de mărci poștale locale proprii. Acestea au ca element de decor silueta unui brăduț, purtând inscripția „Bistra Post” și denumirea în limba germană a emitentului Secțiunea Sebeș a Asociației Carpatine: “S.K.V. Sektion Mühlbach”. S-au tipărit două mărci poștale locale Bistra, ale căror valori nominale au fost de 2, respectiv 6 Heller.
În anul 1920 S.K.V. număra 4.456 de membri cotizanți, care au contribuit la dezvoltarea turismului montan prin organizarea de excursii, școli de călăuze, posturi de prim-ajutor, case de adăpost, amenajarea căilor de acces și marcarea potecilor, totalizând circa 700 km. Asociația a editat broșuri, hărti, cărți poștale ilustrate și un anuar - "Jahrbuch des Siebenbürgischen Karpathenvereins", în care s-au publicat descrieri de excursii, fotografii inedite ale asociației.
În anul 1990 a fost publicat in Austria la editura Wort und Welt volumul Der Siebenbürgische Karpatenverein 1880-1945: Gedenkband  ISBN 3-85373-129-5, având ca autori principali pe Heinrich Heltmann și Helmut Roth, volum care reprezintă un tezaur de informații despre S.K.V.

## Desființarea
După o funcționare neîntreruptă de 64 de ani, în 1945 S.K.V. a fost scos în afara legii iar cabanele sale au fost naționalizate și exploatate ulterior de ONT (Oficiul Național de Turism).
În luna noiembrie a anului 1945, în revista România, se putea citi: ...Cabanele care au aparținut fostei asociații de turism hitleriste S.K.V. au fost trecute în patrimoniul Oficiului Național de Turism. Lucrările de lichidare continuă...".
Deoarece „S.C. Păltiniș S.A." voia să dărâme primele 4 cabane construite de S.K.V. în anii 1892-1894 de Asociația Carpatină Transilvană / Siebenbürgischer Karpatenverein (S.K.V.), în octombrie 1996, Forumul Democrat al Germanilor din Transilvania a făcut apel la ministrul de atunci al Culturii, Grigore Zanc, pentru salvarea centrului istoric al stațiunii Păltiniș, considerat un element important al moștenirii culturale săsești, cerând de asemenea ca acestea să fie declarate obiective de patrimoniu. Ca urmare, la 18 martie 1997, Direcția Monumentelor Istorice a anunțat că ansamblul arhitectonic „Casa de cură" Păltiniș a fost trecut pe lista monumentelor istorice, sub denumirea de "Casa de cură - vilele 1, 2, 3, 4" cu cod LMI: SB-II-a-B-12498.

## S.K.V. redivivus
După război, membri S.K.V. și urmașii lor emigrați în Germania au activat în cadrul DAV – Deutscher Alpenverein (Asociația Alpină Germană), constituind in 1988 cea de a 299 secție:   DAV - Secțiunea Karpaten.

Asociația Carpatină Ardeleană a Turiștilor - S.K.V. - Siebenbürgischer Karpatenverein (pe scurt SKV) s-a reînființat în România, în 1996, la inițiativa unor foști membri din Sibiu și Brașov, cu sprijinul Formului Democrat al Germanilor din România și al DAV-Secțiunea Karpaten.
În prezent, S.K.V. are 270 de membri care activează în cadrul a 5 secțiuni:
- Secțiunea Sibiu
- Secțiunea Brașov
- Secțiunea Sighișoara
- Secțiunea Sebeș
- Secțiunea Cluj

În statutul său actual, care înlocuieste statutul care a fost aprobat în adunarea generală de constituire a SKV-ului din data de 29 noiembrie 1996, și înregistrat la Tribunalul Sibiu cu sentința civilă nr. 128/1998, se prevede că asociația este continuatoarea de drept a asociației "Societatea Carpatină Ardeleană a Turiștilor - SKV - Siebenbürgischer Karpatenverein", care a fost fondată în anul 1880, statutul căreia fiind aprobat de Ministerul de Interne cu nr. 80.835 din 2 octombrie 1923, fiind recunoscută ca persoană juridică română prin decizia Tribunalului Sibiu nr. 1888 din anul 1924, funcționând până în anul 1945, când s-a procedat în mod forțat la dizolvarea ei și la confiscarea abuzivă a întregului patrimoniu, în contextul politic al vremii.